# Jaap de Ruig (beeldend kunstenaar, 1957)
Jaap de Ruig (Zwolle, 8 april 1957) is een Nederlandse filmmaker en beeldend kunstenaar. Als kind van een alleenstaande moeder kreeg hij haar achternaam. Zijn vader was een Deen, zijn Deense grootvader was de bekende illustrator Hakon Spliid.

## Leven en werk
Nadat hij de Academie voor Beeldende Kunsten Minerva in Groningen voortijdig had verlaten, werd Jaap de Ruig enige jaren geitenhoeder en boerenknecht in Frankrijk. Later noemde hij het een van de belangrijkste periodes in zijn leven. Erna reisde hij met zijn vriendin, schrijfster Mariët Meester, met een paard en een zelfgebouwde woonwagen door Frankrijk. Ze zouden tien jaar in woonwagens blijven wonen.
De Ruig ontwikkelde zich tot fotograaf en werkte zowel voor paardenbladen als opinietijdschriften. Na 1989 bracht hij veel tijd door bij de Roma in Roemenië en legde hun leven vast. Maar hij wilde meer, hij wilde van binnenuit werken. Twee jaar trok hij zich terug om te beginnen met de opbouw van een oeuvre als beeldend kunstenaar. Dieren en natuurlijke processen werden daarin een belangrijk thema. In 1994 had hij zijn eerste solotentoonstelling in galerie Maria Chailloux in Amsterdam. Daarna volgden vele tentoonstellingen in binnen- en buitenland. In 2007 stond hij in het tijdschrift Kunstbeeld in de Top 100 van Nederlandse kunstenaars op de 46e plaats. 
Jaap de Ruig woont met Mariët Meester afwisselend in Amsterdam en in een woonwagen in de polder. In 1981 won hij als 23-jarige de Eerste Nederlandse Graftekenontwerpwedstrijd. In 2002 kreeg hij in Barcelona de Premio New Art toegekend. Het boek Een dier / een mens biedt een overzicht van zijn beeldende werk tot en met 2018.